# Best of DAF
Best of DAF és el setè disc (la seva primera recopilació) del grup de música electrònica Deutsch-Amerikanische Freundschaft. Fou publicada l'any 1988, després que el seu anterior disc, 1st step to heaven, aparegués al segell Ariola.
La recopilació es concentra en els tres discos que DAF van editar entre els anys 1981 i 1982, que contenen el seu material més conegut i influent. El disc inclou noves versions dels temes "Liebe auf den ersten Blick" i "Der Mussolini".

## Temes
1. Verschwende Deine Jugend
2. Der Mussolini
3. Mein Herz Macht Bum
4. El Que
5. Ich Und Die Wirklichkeit
6. Die Götter Sind Weiß
7. Der Räuber Und Der Prinz
8. Liebe Auf Den Ersten Blick ('88 Remix)
9. Im Dschungel Der Liebe
10. Prinzessin
11. Greif Nach Den Sternen
12. Kebabträume
13. Die Lippe
14. Als Wär's Das Letzte Mal
15. Der Mussolini (Original Version)
16. Liebe Auf Den Ersten Blick (Original Version)